# The Hague Road Runners
The Hague Road Runners (HRR) is een atletiekvereniging in Den Haag. Het is de eerste  atletiekvereniging in Nederland die zich geheel richt op de wegatletiek.
De vereniging heeft een groep wedstrijdatleten die zich kan meten met de subtop. Het merendeel van de bijna 800 leden doet aan recreatief hardlopen. Ook heeft de vereniging twee wandelgroepen: sportief wandelen en nordic walking.
Het beschikt over een eigen clubgebouw, gelegen op de grens van Wassenaar en Den Haag, van waaruit de trainingen worden gehouden.

## Geschiedenis
HRR werd op 2 april 1984 opgericht en is gespecialiseerd in het trainen voor, deelnemen aan en zelf organiseren van hardloopwedstrijden op de weg. In 1984 kwamen vier atleten, onder wie Keith Deathridge, bij elkaar die met meerdere mensen een groep wilden vormen om voor de City-Pier-City Loop te trainen. Al snel groeide de groep en betrokken ze een clubgebouw in de Doorniksestraat. Vrij kort daarna moesten ze, ook vanwege de groei van de vereniging, deze locatie verlaten en werd een voormalige voetbalkantine aan de Buurtweg in Wassenaar het vaste HRR-clubhuis. In de zomer van 2000 moest de vereniging plaatsmaken voor een golfbaan en werd de kantine van de voetbalvereniging Postalia aan Groenendaal 11 in Wassenaar overgenomen. Na een intensieve verbouwing en opknapbeurt werd dit de vaste locatie van The Hague Road Runners.

## Jaarlijkse wedstrijden
- Royal Ten, een wegwedstrijd over 5 en 10 km op de weg
- 1 van de 4 circuit, vier lopen en crossen van de vier verenigingen uit de regio
- Time trail, vier wedstrijden van de vereniging over 5 km

## Clubtenue
De vereniging beschikt over eigen clubkleding met als hoofdkleuren bordeauxrood en lichtgrijs. De kleuren zijn officieel vastgelegd bij de Atletiekunie en vinden hun oorsprong in Engeland, waar een van de oprichters vandaan kwam.

## Clubblad
De vereniging kent sinds zijn oprichting in 1984 een clubblad. Van 1984 t/m 2016 was dit een fysiek clubblad die door de jaren heen in verschillende formaten is verschenen. Vanaf 2019 is er weer een clubblad maar nu in digitale vorm.

## Leden

### Bekende atleten
- Anne van Schuppen
- Remon Lunzen

### Ereleden
De vereniging kent meerdere ereleden die zijn voorgesteld in een ALV en daarin zijn benoemd. De ereleden zijn:
- Keith Dethridge (oprichter en voormalig voorzitter en trainer)
- Ton Vermolen (oud voorzittert)